# Antonin Gosset

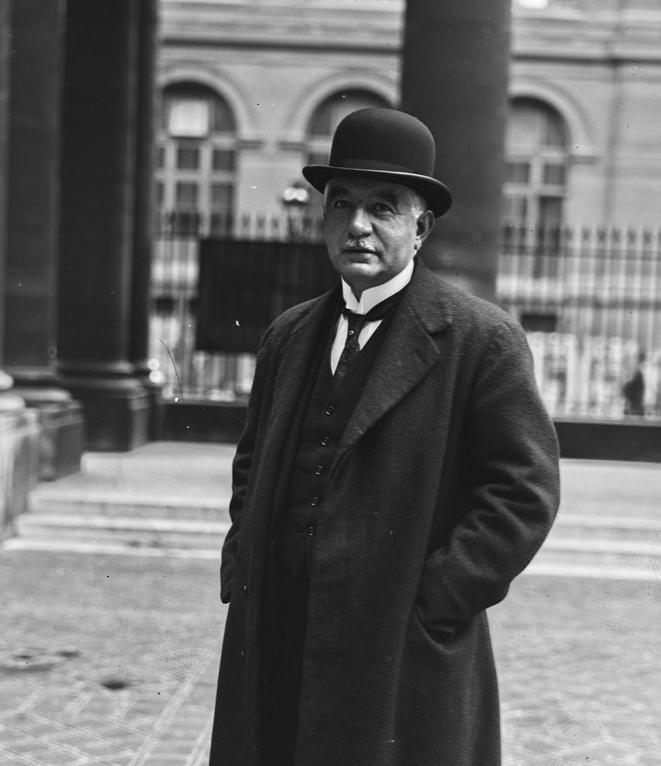
Gosset 1924

Antonin Louis Charles Sebastién Gosset (* 20. Januar 1872 in Fécamp; † 23. Oktober 1944 in Paris) war ein französischer Chirurg.
Gosset, dessen Vater Charles Alexandre Sébastien Gosset (1829–1888) Landarzt war, studierte in Paris, wo er ab 1889 war, Medizin mit der Promotion 1900 über Pyonephrose (Dissertation: Études sur les pyonéphroses) und der Agrégation als Chirurg 1901. Ab 1903 war er Chirurg am Krankenhaus von Ivry und später am heutigen Hôpital de la Salpêtrière in Paris, an der er 1913 leitender Chirurg wurde (Chef de sérvice). Er war an der Universität zunächst Prosektor in der Anatomie und ab 1907 Dozent für Pathologie. Im Ersten Weltkrieg war er zuständig für die mobilen chirurgischen Ambulanzen (Automobiles chirurgicales, Autochirs), deren endgültige Form er 1915 etablierte (erfunden wurden sie von dem Chirurgen Marcille). Dafür erhielt er das Croix de Guerre. Beim Militär hatte er den Rang eines médecin-major 1. Klasse. 1920 wurde er Professor für klinische Chirurgie und Leiter der Chirurgie am Hôpital de la Salpêtrière in Paris. Ab 1943 war er Ehrenchirurg des Hospitals.
Er befasste sich besonders mit der Chirurgie des Bauchraums, verbesserte die Gastrostomie, Cholezystektomie und Duodenostomie und nahm in Frankreich die erste Prostatektomie vor. Gosset etablierte die Röntgendarstellung der Gallenblase und richtete in Frankreich das erste Blutspendezentrum ein (am Hospital Saint-Antoine).
Er hatte in Paris berühmte Patienten zum Beispiel unter den Politikern seine Zeit. So wurde er 1932 hinzugezogen, als auf den Präsidenten Paul Doumer ein Attentat verübt wurde, an dem er starb, und operierte den Politiker Georges Clemenceau und den Marschall Hubert Lyautey.
Gosset gründete das Journal de chirurgie. Er war Gründungspräsident der Société d'Anesthésie und 1931 Präsident der Société française de chirurgie. 1918 bis 1944 war er Bürgermeister von Sainte-Marie-au-Bosc.
1928 wurde er Mitglied der Académie nationale de médecine in der Sektion Chirurgie und 1934 der Académie des sciences. 1926 wurde er Großoffizier der Ehrenlegion. 1930 wurde er Präsident der Académie nationale de chirurgie.
Im 18. Arrondissement von Paris ist eine Straße nach ihm benannt (Rue de Professeur Gosset).
Sein Sohn Jean Charles Antonin Gosset (1907–1977) war Medizinprofessor in Paris.

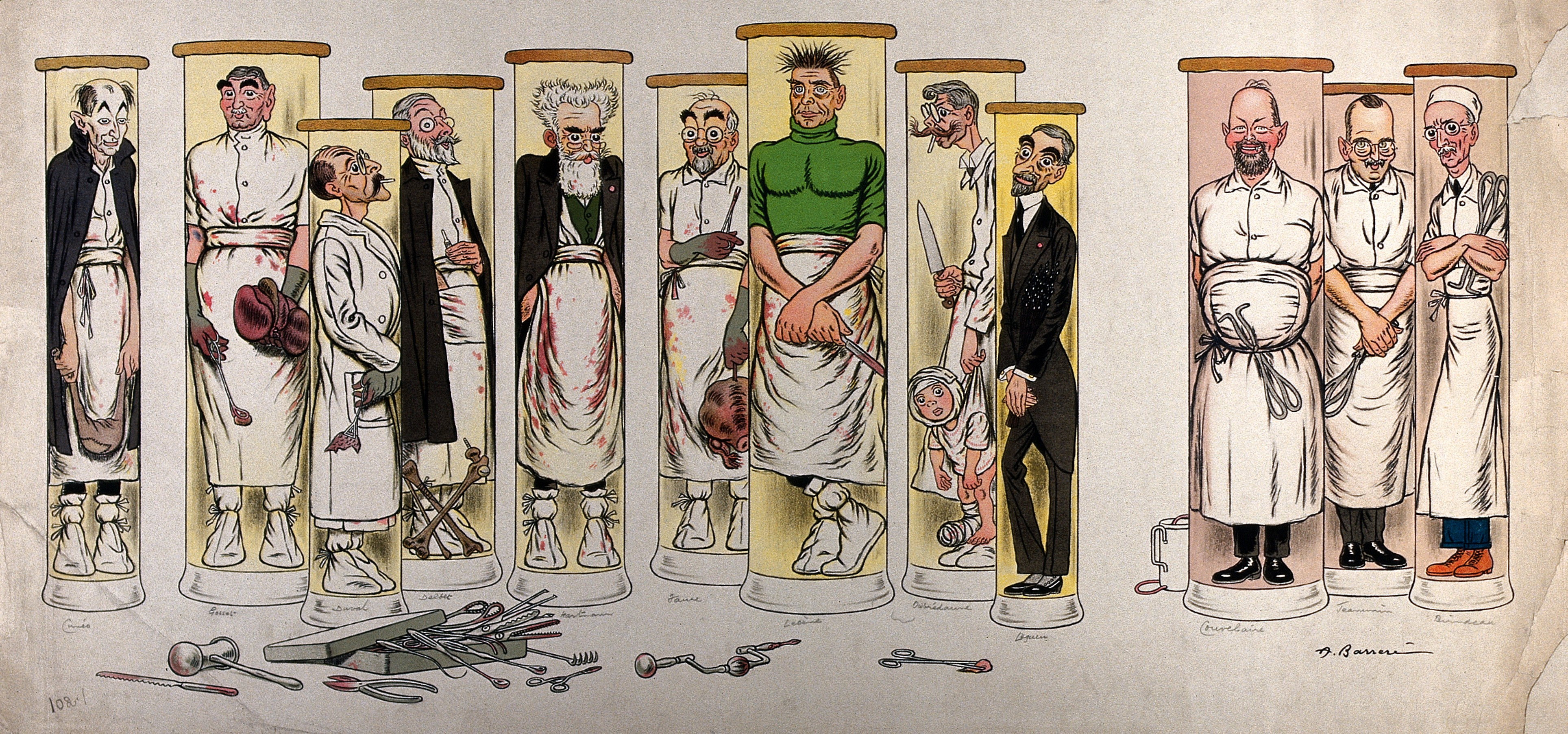
Karikatur von 12 bekannten französischen Chirurgen von Adrien Barrère um 1910, von links Bernard Joseph Cunéo, Antonin Gosset, Pierre Duval, Pierre Delbet, Henri Hartmann, Jean-Louis Faure, Paul Lecène, Louis Ombrédanne, Félix Legueu, Alexandre Couvelaire, Cyrille Jeannin, Auguste Marie Joseph Victor Brindeau

## Schriften (Auswahl)
- De l’oesophago-gastrostomie transdiaphragmatique. In: Rev. Chir. (Paris). Band 28, 1913, S. 694 ff.
- Techniques chirurgicales. Masson, Paris 1936.
- Chirurgie, chirurgiens. Gallimard, 1941.

Er veröffentlichte viel in den Travaux de la clinique chirurgicale de la Salpêtrière und im Journal de chirurgie.